# Idomoide Sprachen
Die idomoiden Sprachen (oder kurz das Idomoid) bilden eine Untereinheit des West-Benue-Kongo, eines Zweiges der Benue-Kongo-Sprachen, die ihrerseits zur Sprachfamilie der Niger-Kongo-Sprachen gehören.
Die rund zehn idomoiden Sprachen sind – außer Ekpari und Akpa – mit dem Idoma eng verwandt; sie werden von etwa einer Million Menschen in Süd-Nigeria gesprochen.

## Position der Idomoiden innerhalb des Niger-Kongo
- Niger-Kongo
  - Volta-Kongo
    - Süd-Volta-Kongo
      - Benue-Kongo
        - West-Benue-Kongo
          - Idomoid

## Interne Klassifikation
- Idomoid
  - Idoma-Eloyi
    - Idoma-Etulo
      - Idoma
        - Idoma (600 Tsd.)
        - Igede (250 Tsd.)
        - Agatu (70 Tsd.)
        - Alago (35 Tsd.)
        - Yala (50 Tsd.)

      - Etulo
        - Etulo (10 Tsd.)

    - Eloyi
      - Eloyi (25 Tsd.)

  - Yatye-Akpa
    - Akpa (5 Tsd.)
    - Ekpari (Yatye, Yace) (10 Tsd.)